# Incendie de Smyrne

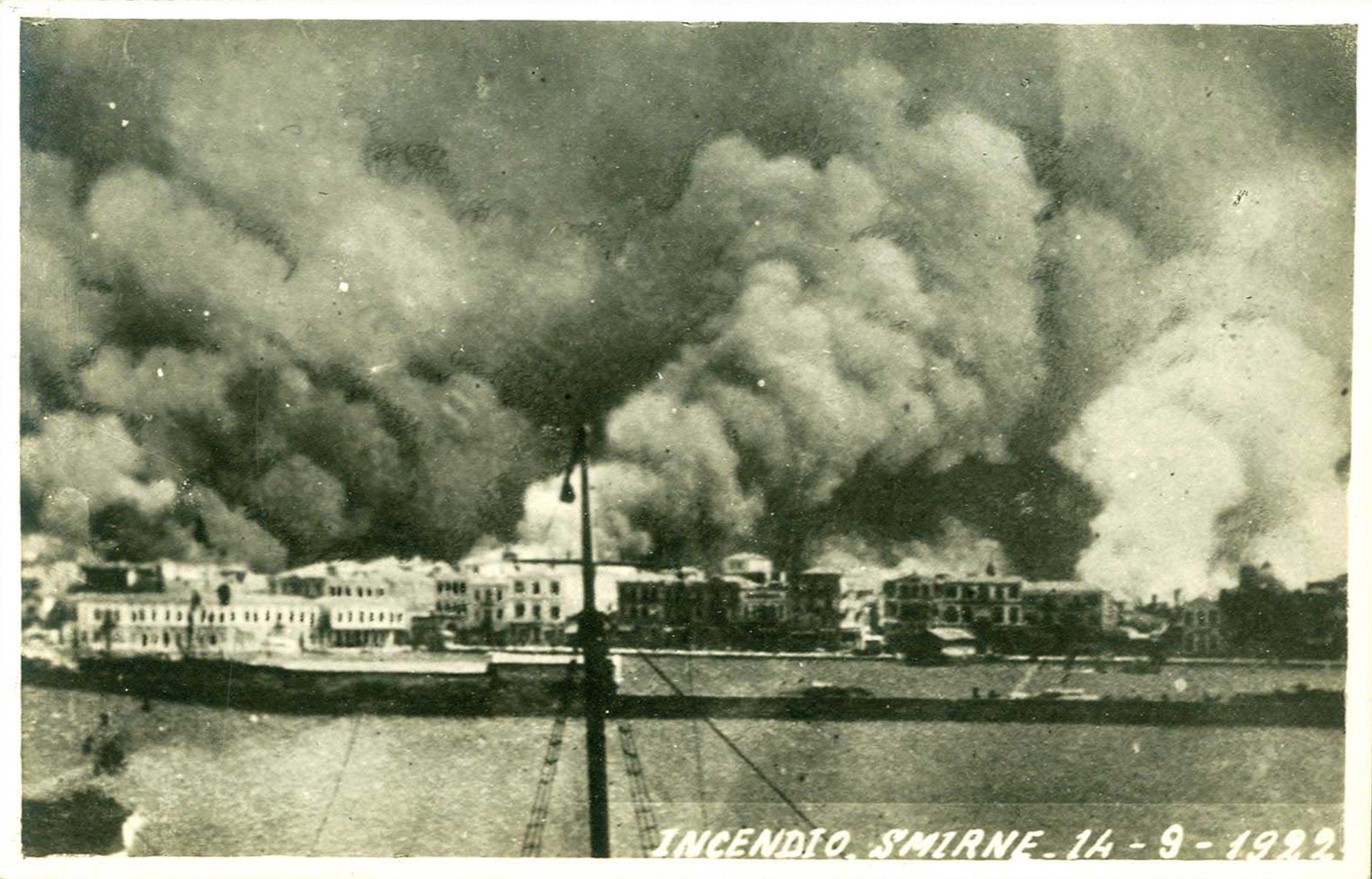
Photo de l’incendie de Smyrne, le 14 septembre 1922.

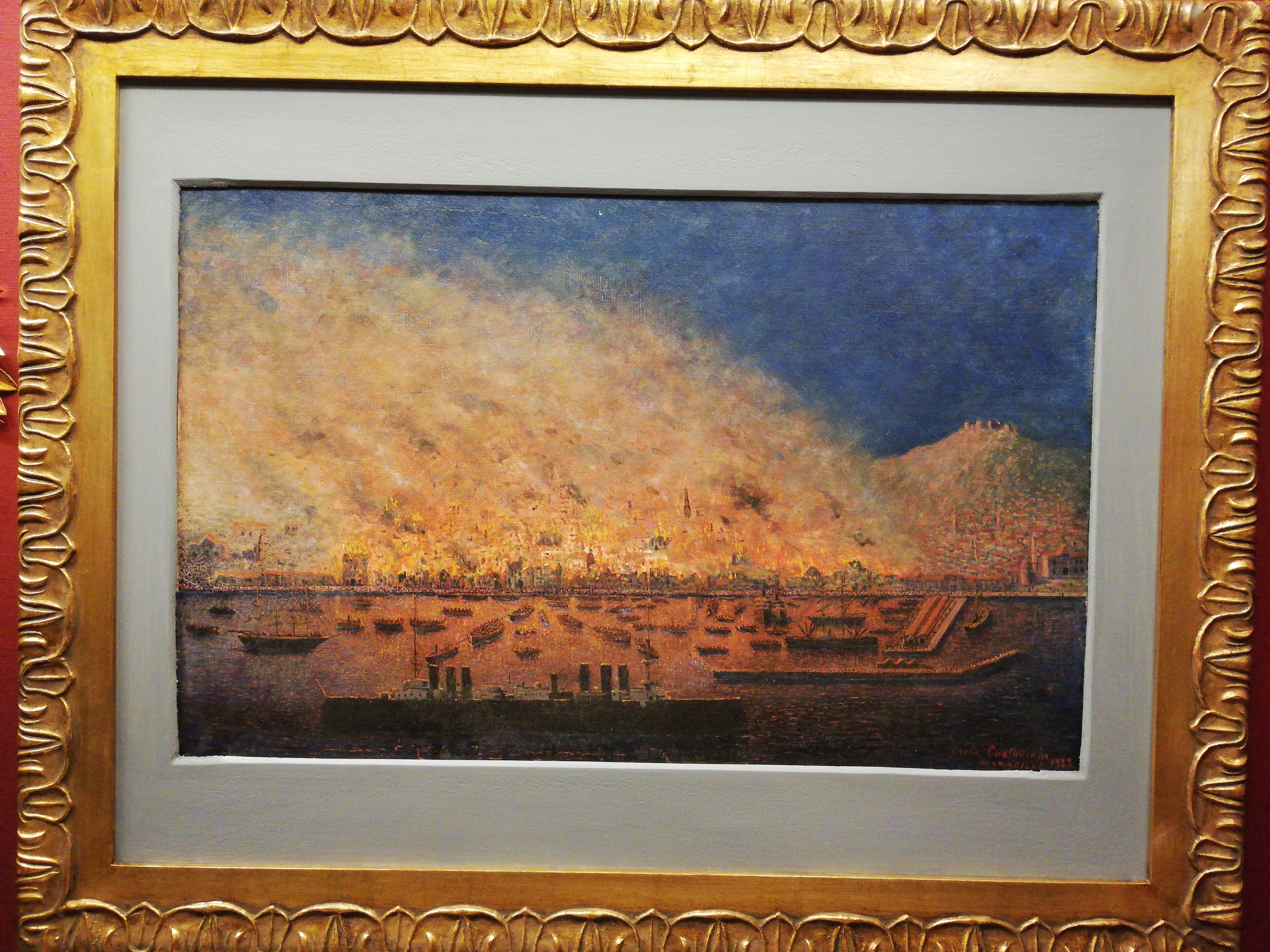
Incendie de Smyrne, 1922, par Ovide Curtovitch. Huile sur toile, Musée Benaki, Athènes.

L’incendie de Smyrne, que les Grecs appellent la catastrophe de Smyrne (en grec moderne : Καταστροφή της Σμύρνης), est un événement de la deuxième guerre gréco-turque. Il détruit la majeure partie de la cité portuaire de Smyrne, aujourd’hui Izmir, en septembre 1922, et cause la mort de plusieurs milliers de chrétiens anatoliens. 
Selon plusieurs témoins oculaires, l’incendie aurait éclaté dans le quartier arménien quatre jours après la reconquête de Smyrne par les nationalistes turcs, le 13 septembre 1922. Le feu, qui ravage les quartiers chrétiens mais épargne les quartiers juifs et musulmans, s’accompagne de massacres.
En une semaine, l’incendie détruit presque tout le quartier chrétien (konak) et y fait près de 2 000 morts. L’origine de cet incendie est fortement disputée : les Grecs et les Arméniens en imputent la responsabilité aux pillards turcs, tandis que les Turcs accusent les chrétiens de s’être livrés à une politique de terre brûlée pour empêcher que leurs biens n’échoient aux musulmans. Mais les témoignages, notamment celui de George Horton, affirment que le quartier arménien était gardé par les troupes turques qui y interdisaient la libre circulation.
La destruction des quartiers chrétiens chasse de chez eux 50 000 à 400 000 autres Micrasiates, qui doivent trouver refuge, dans des conditions très dures, sur la côte durant deux semaines. C’est en effet seulement le 24 septembre que des navires de la flotte grecque sont, en partie grâce aux dénonciations par le consul américain Norton de l’indifférence internationale face à ce qu’il qualifie de génocide, autorisés à revenir à Smyrne.
Jusqu’au 1er octobre ces navires évacuent 180 000 personnes car outre les 50 000 chrétiens smyrniotes, près de 130 000 réfugiés de toute l’Ionie ont également été acculés à la côte. C'est un prélude de l’échange de populations musulmanes et chrétiennes qui a lieu entre la Turquie et la Grèce l’année suivante, selon les dispositions du traité de Lausanne (1923). Dans son ouvrage paru en 1926, The Blight of Asia, Horton accuse l’armée turque d’avoir sciemment provoqué la destruction de Smyrne pour rendre impossibles tout retour ou indemnisation des réfugiés expulsés. D’après les historiens, entre 10 000 et 100 000 Grecs et Arméniens ont péri dans ces événements.